# Dorin Silviu Petrea
Dorin-Silviu Petrea (n. 2 februarie 1978

) este un senator român, ales în 2024 din partea SOS România. A fost deputat în legislatura 2012 - 2016.
Pe 30 iunie 2025, Diana Șoșoacă a anunțat excluderea lui Petrea din partid, alături de Nadia-Cosmina Cerva și Clement Sava.